# Elda
Elda è un comune spagnolo situato nella comunità autonoma Valenciana. Dista circa 25 km dal capoluogo Alicante e 400 km dalla capitale Madrid.

## Storia
Nel XV secolo, dopo la cacciata dei mori, entra a far parte della provincia di Murcia sotto la quale rimane fino al XVIII secolo quando si annette alla Provincia Amministrativa di Alicante.

## Cultura

### Eventi
Le principali feste e celebrazioni sono: "Fiesta de Moros y Cristianos" (primo fine settimana di giugno), la Festa Patronale (8 e 9 settembre) e "Las Fallas" di metà settembre.

## Economia
L'economia eldense si basa su un'assai fiorente industria della calzatura.

## Sport

### Calcio
La squadra di calcio della città, il Club Deportivo Eldense, nella stagione 2023-24 milita nella Segunda División, il secondo livello del calcio spagnolo. I suoi colori sociali sono il rosso ed il blu.